# Good Scouts
Good Scouts (рус. «Хорошие Скауты») — анимационный эпизод про Дональда Дака, созданный Уолтом Диснеем в 1938 году. Это ещё один эпизод, в котором участвуют племянники Дональда.
Дональд шагает со своими племянниками по лесу. Они скауты. Дональд свистит в свисток и они останавливаются. Дональд посылает их на задание — добычу ресурсов.
Один из племянников хочет срубить дерево, но Дональд ругает его и говорит, что оно слишком маленькое. Он хочет срубить огромное, толстое дерево, на котором висит табличка «Окаменевшее Дерево». Дональд не замечает табличку, и, несмотря на предупреждения племянника он размахивается Топором по дереву, из-за чего всё его тело начинает колебаться и вибрировать.
Племянники хотят разложить Палатку, но Дональд ругает их, и показывает, как это делать правильно. Он закидывает на Ель Лассо и подгинает его к земле. на неё вешает палатку. Но, верёвка, за которую была привязана ель, развязалась, и Дональд улетел в другую сторону. Племянники смеются над ним, поэтому Дональд решил сыграть над ними злую шутку. Он взял Кетчуп и обмазал им себя, якобы это Кровь. Он лёг на землю и начал тошно изнывать, якобы от «боли». Племянники испугались и побежали к аптечке и взяли всё самое нужное. Они обмотали Дональда в бинтах с ног до ушей так, что Дональд не мог видеть и по этой же причине он упал носом в банку Мёда, чем приманивает к себе большого Медведя. Уже всего обмазанного в меду Дональда лижет медведь. Дональд ударяет медведя, так как думает, что это его племянники его щекотят. Медведь рассвирепает, Дональд снимает с глаз бинты и убегает от него, не замечая, что падает в обрыв. Но медведь успел хватиться зубами за остатки бинта и Дональд повисает в обрыве. Племянники обрубают бинт и Дональд падает прямо на Гейзер. Он подбрасывает Дональда.
Племянники затыкают гейзер длинной палкой, но это не помогает. Тогда, они скидывают огромный валун, который сначала затыкает гейзер, гейзер потом прорывается. итоге, медведь залезает к Дональду на валун и они бегают на нём, но из-за круглой формы валуна они сбегают на месте. В конечной сцене нам показывают, что племянники уже легли спать. а Дональд всё так же убегает от медведя на валуне.
Интересный факт:
Это одна из серий, где племянники Дональда ведут себя хорошо и не пакостят.